# Холлоуэй, Джон (музыкант)
Джон Холлоуэй (англ. John Holloway; род. 19 июля 1948) — английский скрипач и дирижёр, исполнитель музыки барокко.

## Биография
Учился в Гилдхоллской школе музыки и театра в Лондоне. Многолетний концертмейстер барочного оркестра «Тавернер-консорт» (англ. Taverner Consort and Players) под управлением  Эндрю Пэрротта и оркестра London Classical Players (англ. London Classical Players) под управлением  Роджера Норрингтона. Играл в оркестре Невилла Марринера «Академия Святого Мартина в полях». В 2003—2005 годах — музыкальный директор барочного оркестра Индианаполиса, в 2005—2006 годах — концертмейстер и музыкальный руководитель камерного оркестра и хора New Trinity Baroque (англ. New Trinity Baroque) в Атланте. Профессор Дрезденской консерватории. В настоящее время живёт в Германии.

## Исполнительство
Записал баховские сонаты и партиты для скрипки соло, сонаты Бибера, произведения Вивальди, Генделя и др.

## Признание
Лауреат премии фирмы Gramophone, дважды лауреат премии «Грэмми».